# سمورا (کارولینای شمالی)
سمورا (به انگلیسی: Semora) یک منطقهٔ مسکونی در ایالات متحده آمریکا است که در کارولینای شمالی واقع شده‌است.